# Lepilemur białostopy
Lepilemur białostopy (Lepilemur leucopus) – gatunek ssaka naczelnego z rodziny lepilemurowatych (Lepilemuridae). Należy do endemitów: spotyka się go tylko w południowo-wschodniej części Madagaskaru. Prowadzi nocny tryb życia. Przemieszcza się po lesie, wspinając się na drzewa pionowo i skacząc z gałęzi na gałąź. Zamieszkuje podzwrotnikowe bądź zwrotnikowe suche tereny porosłe krzakami. Jest zagrożony wyginięciem. Zagraża mu utrata środowiska naturalnego z powodu działań związanych z rolnictwem i produkcją węgla drzewnego.

## Taksonomia
Gatunek po raz pierwszy zgodnie z zasadami nazewnictwa binominalnego opisał w 1894 roku szwajcarski zoolog Charles Immanuel Forsyth Major, nadając mu nazwę Lepidolemur leucopus. Miejsce typowe to „Fort Dauphin” (obecnie Tôlanaro), Madagaskar. Holotyp to skóra i czaszka dorosłego samca (sygnatura BMNH 1894.1.22.1) ze zbiorów Muzeum Historii Naturalnej w Londynie; okaz zebrany przez Adolphe’a Boucarda.
Lepidolemur globiceps traktowany jest jako L. leucopus, lecz różnice w morfologii czaszki wydają się być niewielkie. Populacja z południowo-zachodniej i południowej części Madagaskaru uznawana dawniej za L. leucopus, okazała się należeć do innego, opisanego w 2006 roku gatunku – L. petteri (lepilemur mały).
Autorzy Illustrated Checklist of the Mammals of the World uznają ten takson za gatunek monotypowy.

### Etymologia
- Lepilemur: łac. lepidus ‘czarujący, elegancki’, od lepos, leporis ‘czar, urok’; rodzaj Lemur Linnaeus, 1758 (lemur)[11].
- leucopus: gr. λευκοπους leukopous, λευκοποδος leukopodos ‘białostopy’, od λευκος leukos ‘biały’; πους pous, ποδος podos ‘stopa’[12].

## Zasięg występowania
Lepilemur białostopy występuje w południowo-wschodnim Madagaskarze, od rzeki Mandrare na zachodzie do kolczastego lasu w części Parku Narodowego Andohahela (w pobliżu Tôlanaro) na wschodzie.

## Morfologia
Długość ciała (bez ogona) 19–26 cm, długość ogona 22–26 cm; masa ciała 580 g. Wyglądem przywodzi na myśl innych przedstawicieli swej rodziny. Ma szare plecy, jasnoszarą do białawej brzuszną stronę ciała i jasnobrązowy ogon.

## Ekologia i zachowanie

### Biotop
Ten gatunek lemura występuje na południu ekoregionu Madagascar spiny thickets, zdominowanego przez kolczastą roślinność z rodziny Didiereaceae i las galeriowy, a także suche nizinne lasy subtropikalne. Występuje od poziomu morza do 300 m n.p.m.

### Pożywienie
Lepilemurowate jedzą głównie liście. Podczas pory suchej w okolicy Berenty ich dieta składa się całkowicie z liści i kwiatów roślin z rodzaju Alluaudia. Gatunek ten wykazuje również koprofagię: spożywa i powtórnie poddaje trawieniu swój kał dla dalszego rozkładu zawartej w nim celulozy.

### Zachowania społeczne
Podstawową jednostkę społeczną w przypadku tego gatunku naczelnego tworzy matka i jej potomstwo. Samce żyją w samotności. Obierają sobie terytoria, które zachodzą na rewiry jednej bądź kilku samic. Samce spotykają się z płcią przeciwną w nocy, by żerować i iskać się (iskanie pełni funkcję społeczną). Występują kontakty poligeniczne. Samiec spotyka się w celu krycia z kilkoma samicami. Broni on też swego terytorium, patrolując je i wydając głośne dźwięki, gdy wtargnie nań inny samiec. Samiec może też brać udział w konfliktach fizycznych, by bronić swego terytorium.

## Status zagrożenia i ochrona
Międzynarodowa Unia Ochrony Przyrody (IUCN) zalicza go do gatunków zagrożonych wyginięciem (Endangered – EN) z powodu niewielkiego i pofragmentowego zasięgu występowania, który się kurczy, a w związku z tym liczebność populacji także spada.
Wykorzystanie terenów zasiedlanych przez gatunek jako pastwiska dla zwierzyny gospodarskiej zagroziło przetrwaniu tego naczelnego. Lasy i tereny porosłe krzakami jego regionu są rokrocznie wypalane w celu stworzenia nowych pastwisk wykorzystywanych przez rolnictwo, często nadmiernie eksploatowanych. W tym regionie wycina się też las w celu wydobycia węgla drzewnego. Zwierzę zamieszkuje takie tereny chronione, jak Park Narodowy Andohahela i Berenty Private Reserve.